# Campionati europei di salto ostacoli 1995
I Campionati europei di salto ostacoli 1995 si sono svolti a San Gallo, in Svizzera. 

## Podi
| Evento           | Oro           | Argento          | Bronzo         |
| Gara individuale | Peter Charles | Michael Whitaker | Willi Melliger |
| Gara a squadre   | Svizzera      | Regno Unito      | Francia        |

## Medagliere
| Posiz. | Nazione     | Oro | Argento | Bronzo | Totale |
| ------ | ----------- | --- | ------- | ------ | ------ |
| 1      | Svizzera    | 1   | 0       | 1      | 2      |
| 1      | Irlanda     | 1   | 0       | 0      | 1      |
| 3      | Regno Unito | 0   | 2       | 0      | 2      |
| 4      | Francia     | 0   | 0       | 1      | 1      |
| Totale | Totale      | 2   | 2       | 2      | 6      |